# Carrodano
Carrodano é uma comuna italiana da região da Ligúria, Província da Spezia, com cerca de 545 habitantes. Estende-se por uma área de 20 km², tendo uma densidade populacional de 27 hab/km². Faz fronteira com Borghetto di Vara, Carro, Deiva Marina, Framura, Levanto, Sesta Godano.

## Demografia
| Variação demográfica do município entre 1861 e 2011                               |
|                                                                                   |
| Fonte: Istituto Nazionale di Statistica (ISTAT) - Elaboração gráfica da Wikipedia |